# Прометей (филм)
Вижте пояснителната страница за други значения на Прометей.
„Прометей“ (на английски: Prometheus) е научнофантастичен филм от 2012 на режисьора Ридли Скот. Замислен още през 2000 като предистория на сериите за „Пришълецът“, филмът временно минава на заден план с излизането на „Пришълецът срещу хищникът“ през 2003. Ридли Скот се захваща с „Прометей“ отново през 2009, но в преработения от него сценарий историята няма толкова пряка връзка с оригиналните серии за Пришълеца.

## Сюжет
Внимание:  Текстът по-долу разкрива сюжета на произведението (или части от него)!
Действието на филма се развива в края на 21 век, когато археолозите Елизабет Шоу (Нуми Рапас) и Чарли Холуей (Лоугън Маршал-Грийн) откриват в пещера на остров Скай скална рисунка на повече от 35 000 години, представляваща праисторически хора, сочещи към отлитащ космически кораб. Учените сравняват откритието и с други подобни рисунки, откривани през различни епохи и на различни места на Земята, всички указващи едно специфично съзвездие (Зета Ретикули, където се развиват и събитията в „Пришълецът“). Според теорията им по-развити извънземни създания са създали живота на Земята, след което я напуснали. Четири години по-късно (2093 г.) на новопостроения от милиардера Питър Уейланд (Гай Пиърс) научноизследователски кораб „Прометей“ учените се отправят на шеметно пътешествие в опит да открият тайнствените Създатели.

## Филми от поредицата за „Пришълецът“
- Пришълецът (Alien, 1979)
- Пришълците (Aliens, 1986)
- Пришълецът 3 (Alien 3, 1992)
- Пришълецът: Завръщането (Alien Resurrection, 1997)
- Пришълецът срещу Хищникът (Alien vs. Predator, 2004)
- Пришълците срещу Хищника 2 (Aliens vs. Predator: Requiem, 2007)
- Прометей (Prometheus, 2012)
- Пришълецът: Завет (Alien: Covenant, 2017)
- Пришълецът: Ромул (Alien: Romulus, 2024)

## Награди и номинации
| Награда                              | Категория                           | Номиниран(и)                        | Резултат  |
| ------------------------------------ | ----------------------------------- | ----------------------------------- | --------- |
| Награди на филмовата академия на САЩ | Най-добри визуални ефекти           | Най-добри визуални ефекти           | номинация |
| Награда на БАФТА                     | Най-добри специални визуални ефекти | Най-добри специални визуални ефекти | номинация |
| Сателит                              | Най-добри визуални ефекти           | Най-добри визуални ефекти           | номинация |
| Сателит                              | Най-добър звук                      | Най-добър звук                      | номинация |
| Сатурн                               | Най-добър научнофантастичен филм    | Най-добър научнофантастичен филм    | номинация |
| Сатурн                               | Най-добър актьор в поддържаща роля  | Майкъл Фасбендър                    | номинация |